# Faucompierre
Faucompierre – miejscowość i gmina we Francji, w regionie Grand Est, w departamencie Wogezy.
Według danych na rok 1990 gminę zamieszkiwało 206 osób, a gęstość zaludnienia wynosiła 84 osób/km² (wśród 2335 gmin Lotaryngii Faucompierre plasuje się na 839. miejscu pod względem liczby ludności, natomiast pod względem powierzchni na miejscu 1208.).